# Free International University

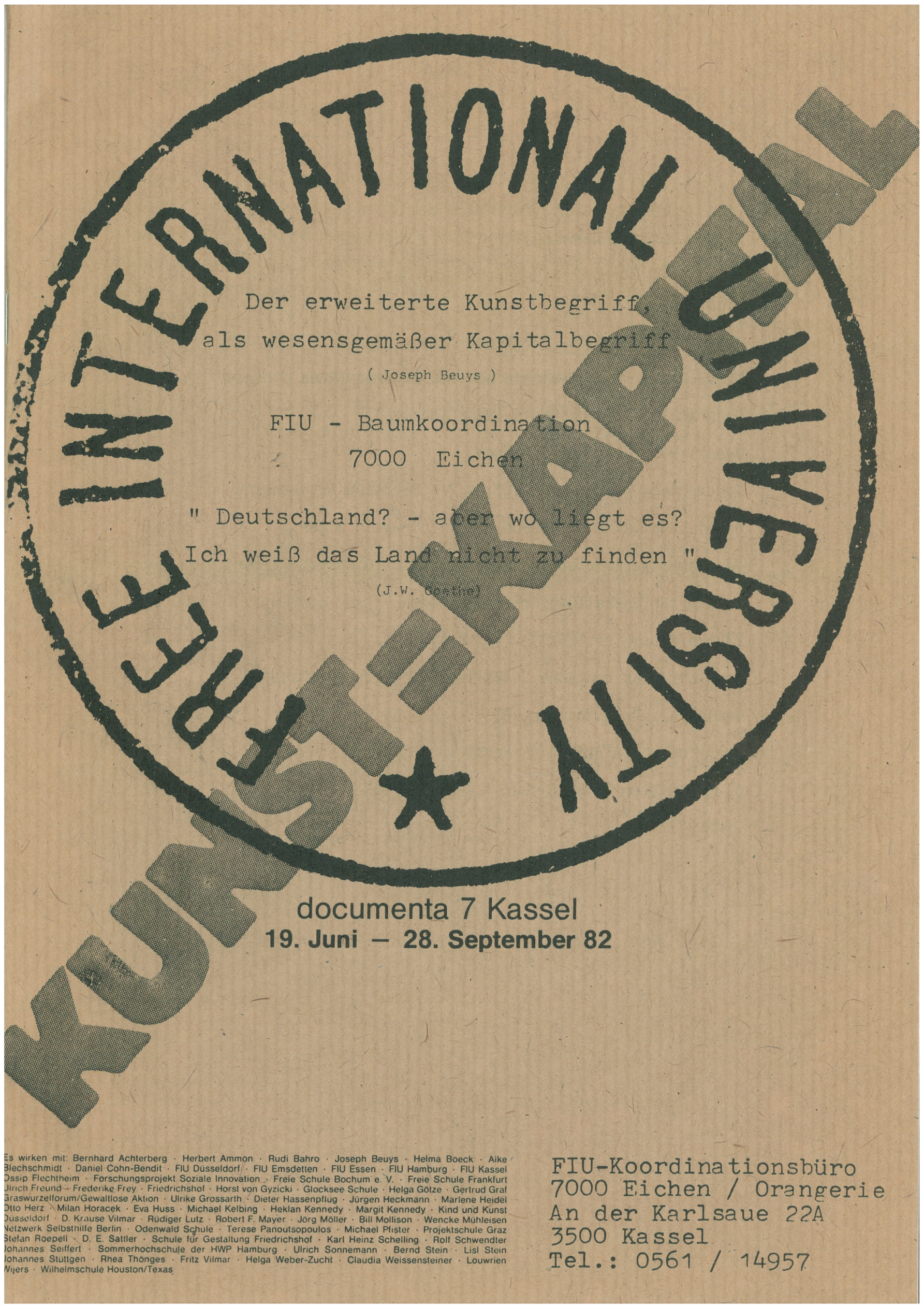
„Der erweiterte Kunstbegriff als wesensgemäßer Kapitalbegriff“ – Titelblatt des Veranstaltungsprogramms der Free International University zur documenta 7

Die Free International University (FIU), manchmal stilisiert als F.I.U., auch Freie internationale Hochschule für Kreativität und interdisziplinäre Forschung oder Freie Internationale Universität, war ein von Joseph Beuys gemeinsam mit Klaus Staeck (1. Vorsitzender), Georg Meistermann (2. Vorsitzender) und Willi Bongard (Schriftführer) gegründeter Trägerverein, der als „organisatorischer Ort des Forschens, Arbeitens und Kommunizierens“ die Fragen einer sozialen Zukunft durchdenken und als freie Hochschule das Schul- und Bildungssystem ergänzen sowie eine rechtliche Gleichstellung mit anderen Hochschulen anstreben wollte.
Die FIU wurde am 27. April 1973 im Düsseldorfer Atelier von Joseph Beuys gegründet und bestand als gemeinnützig anerkannter, eingetragener Verein zwei Jahre über den Tod des Künstlers hinaus bis zu ihrer Auflösung im Jahr 1988.
Die Idee der Free International University (FIU) wurde von verschiedenen Personen und Gruppierungen aufgegriffen und weitergeführt, darunter der FIU-Verlag des Autors und Verlegers Rainer Rappmann, die von Beuys-Schülern initiierten F.I.U. in Amsterdam, Gelsenkirchen, Hamburg und München sowie insbesondere der Verein Mehr Demokratie und der Omnibus für direkte Demokratie. In diesem Kontext ist Beuys’ Meisterschüler Johannes Stüttgen erwähnenswert, der das Konzept des Erweiterten Kunstbegriffs propagierte und fortentwickelte. Auch Ehemalige der Universität der Künste Berlin (UdK), unter anderem Heiko Voelz, ließen die Free International University informell fortbestehen. Angeboten wurde von den Alumni der UdK ein Wissenstransfer zu Kunst, Kultur, Ökonomie, Ökologie, Technik, Philosophie und Politik. Diese Unterrichts-Dienstleistungen richtete sich an alle interessierten Menschen egal welcher Provenienz. Bis zur Deaktivierung der Homepage des „Rats der Bundeskünstler“ 2020 wurden dort die FIU Angebote publiziert. Über die Internetseite standen die Ehemaligen der UdK in einem 24-stündigen Journal Service Interessierten in Symposien, Workshops und mit Auskünften zu den aktuellen FIU-Diskussionsthemen ehrenamtlich zur Verfügung.

### FIU-Sektionen
- FIU-Gelsenkirchen
- F.I.U.-Amsterdam & Free International University World Art Collection
- Freie Kunstschule Hamburg FIU
- Verein Soziale Skulptur